# Sunset Boulevard
För andra betydelser, se Sunset Boulevard (olika betydelser).
Sunset Boulevard är en långsträckt väg i västra Los Angeles, Kalifornien, USA. Den löper mellan Figueroa Street i Downtown Los Angeles ända till stillahavskusten vid Pacific Palisades, där den möter kustvägen Pacific Coast Highway. Mest kända delen av vägen är Sunset Strip.

## Historia
Innan Sunset Boulevard blev en väg var den en kostig. Sträckningen började fungera som en kostig på 1700-talet, där den gick från dåvarande småorten El Pueblo de Los Angeles västerut till Stilla havet. Denna ort grundades 1781 av elva familjer av blandad spansk, afrikansk och inhemsk härkomst.
Namnet Sunset Boulevard myntades 1888. Det tros att vägnamnet kom från en stadsanställd som fick solen i ögonen vid tittandet västerut, mot den nedåtgående solen.
Därefter har vägen bland annat fungerat som plats för kulissbyggen för den växande filmindustrin. 1916 byggde D.W. Griffith den omfattande dekoren och inspelningsmiljöerna för hans epos Intolerance vid hörnet av Sunset och Hollywood Boulevard. Två år senare öppnade en mängd mindre filmbolag specialiserade i lågbudgetproduktioner studior kring vägen. Columbia Pictures etablerade sig samma år med sin studio, där Det hände en natt, Mr. Smith Goes to Washington och Myteriet på Caine senare skulle komma att spelas in.
Under 1920-talet började hugade cowboyer röra sig kring hörnet av Sunset Boulevard och Gower Street, med förhoppningar att få roller i inspelningen av västernfilmer. 1927 spelades Jazzsångaren, den första ljudfilmen, in i Warner Brothers studio vid Sunset Boulevard.

## Geografi och kultur
Sunset Boulevard är ungefär 35 km (22 miles) lång. Den passerar genom eller nära Echo Park, Silver Lake, Los Feliz, Hollywood, West Hollywood, Beverly Hills, Bel Air, Brentwood och Pacific Palisades. 
Den västligaste sträckningen är ofta höglänt och vindlar sig längs Santa Monica Mountains sydsluttningar.

### The Strip

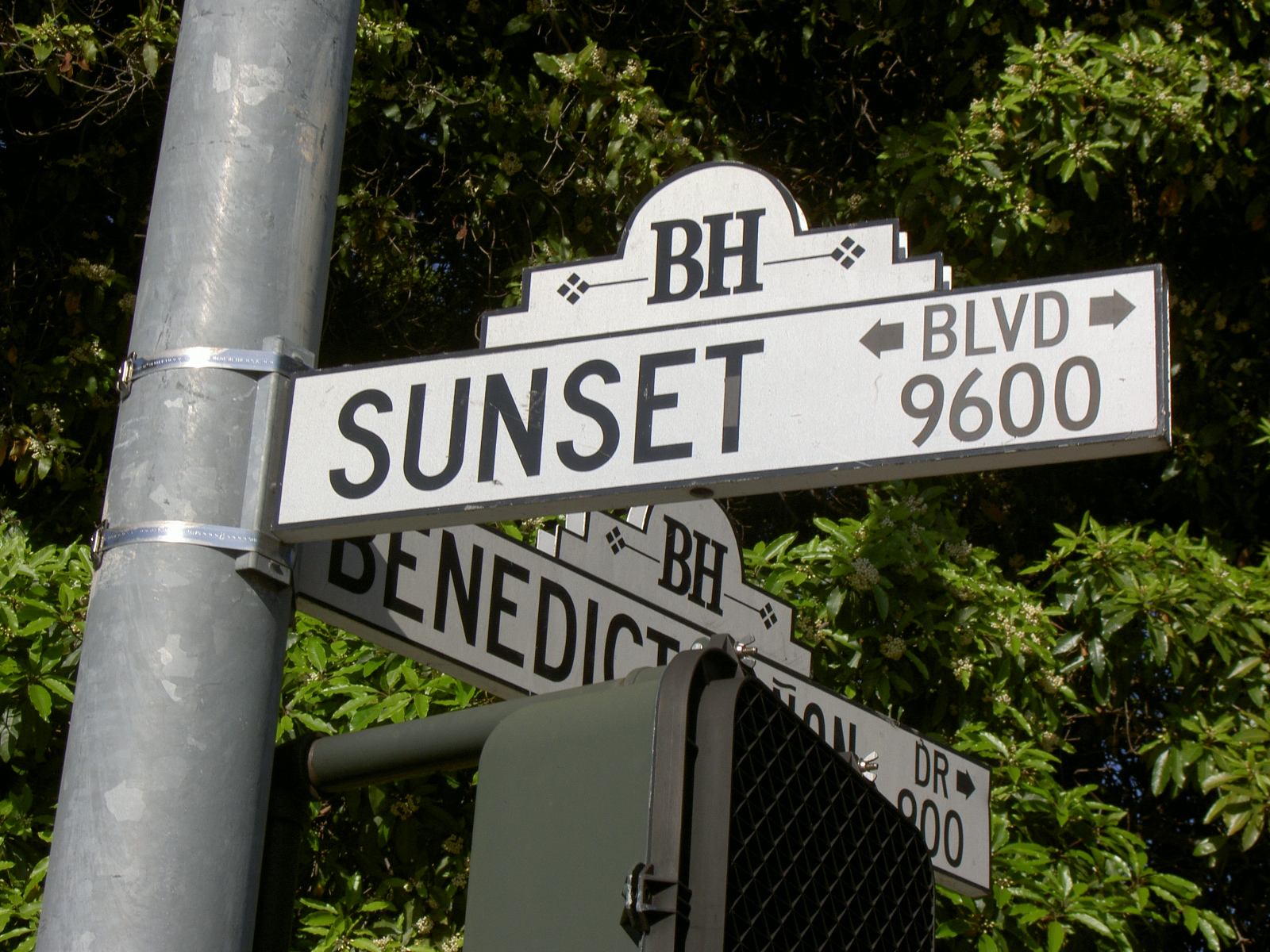
Sunset Blvd-skylt i korsningen vid Benedict Canyon Drive.

Den del som passerar genom Hollywood brukar inofficiellt kallas för Sunset Strip eller bara The Strip. Denna cirka 1 mile långa vägsträckan karaktäriseras av stora annonstavlor med reklam för exempelvis de senaste hollywoodfilmer som bolagen vill lansera samt av restauranger, turistaffärer och ett färgrikt folkliv. På 1960-talet var klubbarna kring The Strip – inklusive Troubadour, Whisky-a-Go-Go och Gazzarri's – scen för Los Angeles växande ungdomskultur.

### Övriga delar
När Sunset Boulevard passerar genom förmögna Beverly Hills avskiljer gatan den södra, låglänta delen av Beverly Hills från den norra, höglänta. Det anrika Beverly Hills Hotel ligger här, med Sunset Boulevard som sin adress.
Historiskt har Sunset Boulevard löpt som en del av Route 66. På 1930-talet följde den Sunset Boulevard och kopplades i väster därefter till North Santa Monica Boulevard.

## I kulturen
Sunset Boulevard har synts och refererats till flitigt inom populärkulturen. Detta inkluderar följande:
- Sunset Boulevard (film) – en amerikansk film noir från 1950
- Sunset Boulevard (musikal) – en musikal av Andrew Lloyd Webber baserad på filmen (1993)
- Desolation Boulevard – musikalbum av Sweet (1974); på albumomslaget finns en bild från The Strip[4]